# Jarekious Bradley
Jarekious Bradley (Memphis, 1º dicembre 1990) è un ex cestista statunitense, professionista in Europa.

## Palmarès
- Campionato finlandese: 1

Joensuun Kataja: 2016-17